# Lingua umbundu
L'umbundu o mbundu del sud è una lingua bantu dell'Africa meridionale; viene parlata prevalentemente nella parte occidentale dell'Angola, oltre a un piccolo nucleo di parlanti in Namibia. La lingua, con circa 6 milioni di parlanti (detti ovimbundu), è il maggiore idioma bantu dell'Angola.
All'interno del gruppo delle lingue bantu, viene classificata nel sottogruppo delle lingue umbundu (R10). La lingua è chiamata anche mbundu del sud, per distinguerla dal kimbundu (o mbundu del nord), parlata sempre in Angola nell'area della capitale Luanda.